# کلیسای آشوری مشرق
کلیسای آشوری مشرق (به سریانی: ܥܕܬܐ ܕܡܕܢܚܐ ܕܐܬܘܖ̈ܝܐ) یا به‌طور رسمی کلیسای آشوری کاتولیک حواری مقدس مشرق (به سریانی: ܥܕܬܐ ܩܕܝܫܬܐ ܘܫܠܝܚܝܬܐ ܩܬܘܠܝܩܝ ܕܡܕܢܚܐ ܕܐܬܘܪ̈ܝܐ) یک مذهب مسیحی شرقی است که در مسیح‌شناسی و کلیساشناسی از کلیسای تاریخی مشرق پیروی می‌کند. زبان اصلی این کلیسا سریانی است و اکثر پیروان آن آشوری‌تبار هستند.
مقر این کلیسا در گذشته در اربیل در کردستان عراق قرار داشت اما به دلیل جنگ ایران و عراق این مقر در دهه ۱۹۸۰ به شیکاگو در ایالات متحده آمریکا منتقل شد. منطقه اصلی کلیسای آشوری علاوه بر شمال عراق، شامل جنوب شرق ترکیه، شمال شرق سوریه و شمال غرب ایران نیز می‌شود که عمدتاً نواحی امپراتوری تاریخی آشور را شامل می‌شوند. از سال ۲۰۱۵، مار جرجیس سوم رهبر این فرقه است.
کلیسای آشوری مشرق ادعای پیوستگی با کلیسای تاریخی مشرق را دارد، اما با کلیسای ارتدکس مشرقی و کلیسای ارتدکس شرقی در ارتباط نیست و یک ساختار اسقفی سنتی به رهبری جاثلیق دارد.